# William Allingham

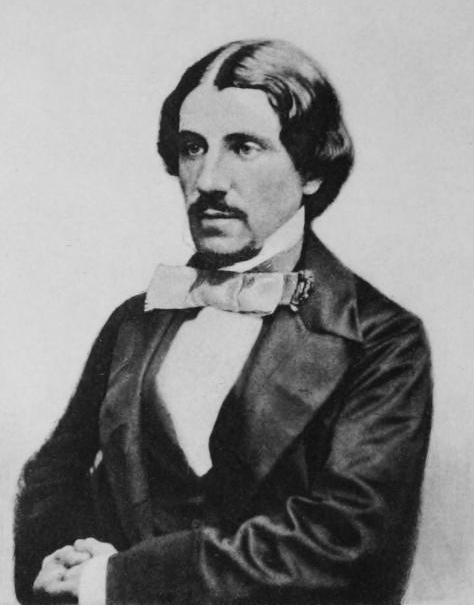
William Allingham

William Allingham (Ballyshannon, County Donegal, Ierland, 19 maart 1824 - 18 november 1889) was een in Ierland geboren dichter van Engelse afkomst. Hij was de zoon van een plaatselijke bankier.
Allingham werkte aanvankelijk bij de douane in zijn geboorteplaats en elders in Ierland en Engeland. Hij schreef inmiddels voor de 'London Journal' van Leigh Hunt.In 1870 trok hij zich terug uit de publieke dienst en werd mede-redacteur van het tijdschrift Fraser's Magazine. Hij redigeerde het blad zelfstandig, als opvolger van historicus en schrijver James Froude, tussen 1874 en 1879.
Als dichter publiceerde hij de bundel Poems in 1850, vijf jaar later gevolgd door Day and Night Songs, een verzameling lyrische gedichten, waaraan ook werd meegewerkt door Dante Gabriel Rossetti, met wie hij bevriend was. Zijn werk wordt niet veel meer gelezen. Zijn Collected Poems verscheen in zes delen tussen 1888 en 1893, mocht zich in enige populariteit verheugen. De belangstelling die hij in zijn werk toonde voor Ierse kwesties bleek van belang en beïnvloedde  grote Ierse dichters als William Butler Yeats.
Overige werk van Alingham omvat Letters to Allingham (1854-1870), Lawrence Bloomfield in Ireland, een verhalend gedicht over sociale kwesties in Ierland (1864), Fifty Modern Poems (1865), Songs, Poems, and Ballads (1877), Evil May Day (1883), Blackberries (1884), Irish Songs and Poems (1887) en Varieties in Prose (1893).
In 1874 trouwde Allingham met de veel jongere Helen Paterson, een succesvol illustratrice en aquarelliste. Hij overleed in 1889 in het Londense Hampstead. Zijn as werd bijgezet in zijn geboorteplaats Ballyshannon.